# ولنتاین بلکتر
ولنتاین بلکتر (انگلیسی: Valentine Blacker; ۱۹ اکتبر ۱۷۷۸ – ۴ فوریهٔ ۱۸۲۶) فرد نظامی اهل بریتانیا بود.